# Лествица Иакова (апокриф)
Ле́ствица Иа́кова (название условно) — переводное апокрифическое сказание, основанное на библейском сюжете о лестнице (ст.‑слав. лествица) из сна Иакова, соединяющей Землю и Небо. Апокриф сохранился только в славянской письменной традиции.

## Библейский сюжет
В книге Бытия (Быт. 28:10—22) содержится рассказ о том, что Иаков, сын Исаака, видит во сне лестницу, основание которой покоится на земле, а вершина достигает неба. По этой лестнице всходят и нисходят ангелы. Иаков получает от Бога устное откровение об обетованной земле и благословении своих потомков. Также апокриф содержит детали повествований о других видениях Иакова, в том числе сообщает о смене имени Иакова на Израиль, известной из библейского рассказа о борьбе Иакова с Богом.

## Текстология
«Лествица Иакова» входит в состав Толковой Палеи, начиная с древнейшего Коломенского списка, и Полной Хронографической Палеи. По мнению В. М. Истрина, составители обеих редакций располагали отдельными списками апокрифа, в настоящее время неизвестными. В различных редакциях Толковой Палеи апокриф неоднократно подвергался переработке.
Апокриф упоминается в индексах запрещённых книг, начиная с Номоканона XV века, где он именуется «Лествица».
Хорес Лант отмечает, что седьмая глава «Лествицы Иакова» (в его переводе на английский язык текст разбит на семь глав) представляет собой позднее христианское дополнение, добавленное к рассказу славянским (возможно, русским) редактором Палеи.

## История
Время перевода апокрифа и пути его проникновения в древнерусскую литературу не установлены. Несмотря на то, что апокриф длительное время бытовал в составе собрания разнородных материалов и имел продолжительную письменную историю в греческой и славянской среде, он сохранил в себе ряд древних преданий, восходящих к I веку н. э. и имеющих иудейское происхождение. Исследователи полагают, что славянская «Лествица Иакова» происходит от греческого варианта этого предания, который, в свою очередь, был переводом с древнееврейского или арамейского языков.

## Сюжет апокрифа
В апокрифе, основанном на библейском сюжете, содержится более подробное описание лестницы Иакова. Лестница имеет 12 ступеней, на каждой из них справа и слева лица, а на самом верху — «лице, акы человече, из огня изсечено». Существенно расширено толкование видения: ангел Сариил разъясняет символику ступеней, лиц на них и движения по лестнице ангелов, которое предвещает сошествие Христа на землю. Подробнее говорится о судьбе потомков Иакова. В части апокрифа, где рассказывается о чудесах при сошествии Христа, имеется сюжетная перекличка со Сказанием Афродитиана.

## Содержание
Содержание может быть изложено в соответствии с разбивкой текста на семь глав в английском переводе Хореса Ланта.
- Первая глава: описывается сон Иакова.
- Вторая глава: продолжительная молитва Иакова к Богу, в котором Иаков раскрывает ряд дополнительных подробностей своего сна и просит у Бога помощи в его истолковании.
- Третья глава: Бог посылает к Иакову толкователя — ангела Сариила.
- Четвертая глава: Сариил сообщает Иакову, что отныне тот будет именоваться Израилем.
- Пятая, шестая и седьмая главы: эсхатологическое толкование сна Иакова Сариилом, открывающее подробности будущей истории[3].

## Издания
- ПЛ. — Вып. 3. — С. 27—32;
- Порфирьев И. Я. Апокрифические сказания о ветхозаветных лицах и событиях по рукописям Соловецкой библиотеки. — СПб., 1877. — С. 58—59, 138—149;
- Тихонравов Н. С. Памятники отреченной русской литературы. — М., 1863. — Т. 1. — С. 91—95;
- Палея Толковая по списку, сделанному в г. Коломне в 1406 г. : Труд учеников Н. С. Тихонравова. — М., 1892. — С. 153—157;
- Толковая палея 1477 г. : Воспроизведение Синодальной рукописи № 210. [СПб.], 1892. — Вып. 1. — Л. 100 об.—107 об. (ПДП, № 93).